# رود برايدن
رود برايدن (بالإنجليزية: Rod Bryden)‏ هو مسير أعمال أمريكي، ولد في 13 مارس 1941.